# Diócesis de Rzeszów
La diócesis de Rzeszów (en latín: Dioecesis Rzeszoviensis y en polaco: Diecezja rzeszowska) es una circunscripción eclesiástica de la Iglesia católica en Polonia. Se trata de una diócesis latina, sufragánea de la arquidiócesis de Przemyśl. Desde el 25 de enero de 2021 su obispo es Jan Franciszek Wątroba.

## Territorio y organización
La diócesis tiene 6000 km² y extiende su jurisdicción sobre los fieles católicos de rito latino residentes en la parte occidental del voivodato de Subcarpacia.
La sede de la diócesis se encuentra en la ciudad de Rzeszów, en donde se halla la Catedral del Sagrado Corazón.
En 2022 en la diócesis existían 246 parroquias agrupadas en 25 decanatos.

## Historia
La diócesis de Rzeszów fue erigida el 25 de marzo de 1992, en el ámbito de la reorganización de las diócesis polacas querida por el papa Juan Pablo II, mediante la bula Totus tuus Poloniae populus. El territorio ha sido desmembrado de las diócesis de Przemyśl (elevada a arquidiócesis) y de la de Tarnów.
El 7 de octubre de 1993, con la carta apostólica Fideles ecclesialis, el papa Juan Pablo II confirmó al beato Józef Sebastian Pelczar como patrono principal de la diócesis, y a la beata Karolina Kózka como patrona secundaria.

## Estadísticas
Según el Anuario Pontificio 2023 la diócesis tenía a fines de 2022 un total de 479 103 fieles bautizados.
| Año                                                                             | Población            | Población | Población      | Sacerdotes | Sacerdotes    | Sacerdotes    | Bautizados por sacerdote | Diáconos permanentes | Religiosos | Religiosos | Parroquias |
| Año                                                                             | Bautizados católicos | Total     | % de católicos | Total      | Clero secular | Clero regular | Bautizados por sacerdote | Diáconos permanentes | Varones    | Mujeres    | Parroquias |
| ------------------------------------------------------------------------------- | -------------------- | --------- | -------------- | ---------- | ------------- | ------------- | ------------------------ | -------------------- | ---------- | ---------- | ---------- |
| 1999                                                                            | 603 400              | 618 483   | 97.6           | 595        | 493           | 102           | 1014                     |                      | 108        | 271        | 219        |
| 2000                                                                            | 595 511              | 609 689   | 97.7           | 593        | 487           | 106           | 1004                     |                      | 121        | 275        | 222        |
| 2001                                                                            | 605 816              | 615 016   | 98.5           | 649        | 525           | 124           | 933                      |                      | 137        | 283        | 224        |
| 2002                                                                            | 597 371              | 610 496   | 97.9           | 635        | 527           | 108           | 940                      |                      | 121        | 310        | 225        |
| 2003                                                                            | 598 100              | 622 000   | 96.2           | 692        | 543           | 149           | 864                      |                      | 161        | 317        | 226        |
| 2004                                                                            | 600 699              | 612 832   | 98.0           | 663        | 558           | 105           | 906                      |                      | 118        | 329        | 226        |
| 2010                                                                            | 591 608              | 601 598   | 98.3           | 709        | 603           | 106           | 834                      |                      | 123        | 327        | 236        |
| 2014                                                                            | 593 558              | 600 714   | 98.8           | 738        | 626           | 112           | 804                      |                      | 121        | 307        | 242        |
| 2017                                                                            | 600 852              | 608 378   | 98.8           | 770        | 650           | 120           | 780                      |                      | 128        | 335        | 244        |
| 2020                                                                            | 598 450              | 607 800   | 98.5           | 783        | 657           | 126           | 764                      |                      | 133        | 332        | 244        |
| 2022                                                                            | 479 103              | 494 789   | 96.8           | 795        | 672           | 123           | 602                      |                      | 130        | 325        | 246        |
| Fuente: Catholic-Hierarchy, que a su vez toma los datos del Anuario Pontificio. |                      |           |                |            |               |               |                          |                      |            |            |            |

### Vida consagrada
Además del clero secular, en la diócesis hay 121 religiosos (de los cuales 112 son sacerdotes) y unas 307 religiosas. Las comunidades masculinas presentes en ella son: Sacerdotes Misioneros de la Salette, Misioneros de la Sagrada Familia, salesianos, bernardos, dominicos, franciscanos conventuales, franciscanos observantes, capuchinos, escolapios y Asociación de los Misioneros de Jesús Misericordioso.
Los institutos y sociedades femeninos presentes en la diócesis son: Canonesas del Espíritu Santo, Hermanas de Santo Domingo de Cracovia, Hermanas de San Félix de Cantalicio, Hermanas Franciscanas de la Penitencia y de la Caridad, Religiosas Franciscanas de la Familia de María, Orden de las Carmelitas Descalzas, Hermanas de Santa Miguel Arcángel, Hermanas de la Sagrada Familia de Nazaret, Hermanas de la Divina Providencia, Hijas de María Hermanas de las Escuelas Pías, Vírgenes de la Presentación de la Santísima Virgen María, hermanas Saletynek, Hijas de Nuestra Señora de los Dolores, Hermanas del Sagrado Corazón de Jesús, Siervas de Jesús, Siervas de la Inmaculada Concepción de la Madre de Dios (de Dębica), Pequeñas Siervas de la Inmaculada Concepción (de Stara Wieś), Hermanas de la caridad de San Vicente de Paúl, Hermanas de Notre Dame, Orden de la Visitación, Orden de San Albahaca y la Orden Seglar de los Carmelitas Descalzos.

## Episcopologio
- Kazimierz Górny (25 de marzo de 1992-14 de junio de 2013)
- Jan Franciszek Wątroba, desde el 14 de junio de 2013[4]